# 柯利達
柯利達爵士，GCMG（1923年10月26日—2010年1月22日），英國外交官及公務員，1978年至1983年出任英國駐華大使，是英方的「中國通」和主要參與草擬《中英聯合聲明》的英方人物。
柯利達爵士在1954年加入外交部，1967年中國大陸爆發文化大革命時，他正在英國駐北京代辦處任職。同年8月22日，北京發生火燒英國代辦處事件，柯利達與代辦等其他職工被紅衛兵毆傷，事後一度被軟禁。柯利達後來在1968年至1969年出任英國駐華代辦，1978年接替尤德爵士任駐華大使，任內促成中、英雙方就香港前途展開談判、以及後來在1984年簽署《中英聯合聲明》，解決香港在1997年以後的主權問題。然而，他在前途談判中作出重大讓步，又強調與中方妥協對香港前途最為有利的看法，激起爭議，不少香港及英國輿論更批評他與英政府出賣港人利益。
儘管如此，柯利達仍深獲首相戴卓爾夫人信任，更在1985年起任三軍情報委員會主席。在1989年六四事件後，他多番訪問北京領導人，設法維持《聯合聲明》，並成功爭取將日後香港特別行政區立法會在2007年有半數議席透直選產生的承諾，寫進《基本法》附件二內。柯利達後來就新機場計劃向中方多次「解畫」，迫使首相馬卓安於1991年訪華示好，引來馬卓安的不滿。馬卓安因柯利達與香港總督衛奕信爵士對華過份妥協，在1992年將兩人撤換，且以黨友彭定康接任港督。
彭定康上任後，立即對立法局推動大幅度的民主改革，引來中方強烈不滿。柯利達雖已退出政府，但仍就彭定康推翻中、英早前達成的過渡安排感到相當不滿，多番責難彭定康，指他是「難以置信的畏縮港督」。兩人在香港主權移交前數年多次互相指責，彭定康則以「性情憂鬱的退休大使」揶揄柯利達，並以「柯利達症」嘲諷他對華妥協示好的策略。柯利達晚年主要專注寫作，曾任《南華早報》非執行董事。

## 生平

### 早年生涯
柯利達在1923年10月26日生於英國達拉謨郡拜爾斯格林（Byers Green）一個小農家庭，早年入讀位於斯彭尼穆爾（Spennymoor）的威爾參事文法學校（Alderman Wraith Grammar School），童年經歷過當地採礦業不景氣，所以曾經是工黨的熱心支持者。柯利達在第二次世界大戰期間加入皇家空軍服役，戰後考入劍橋大學聖約翰學院，是家族歷來首位考入大學的成員。
柯利達在大學主修法律和英文，表現傑出，屢獲獎學金，在校內還對阿瑟·魏理（Arthur Waley）的中文翻譯作品產生濃厚興趣。柯利達在1950年擊敗親保守黨對手諾曼·聖約翰-史蒂華斯（Norman St John-Stevas）當選劍橋辯論學會主席，後來在1953年為學會撰寫及出版會史，講述學會在1815年至1939年間的發展。取得文學碩士一級榮譽成績後，柯利達繼續留校發展，除教授法律外，又獲法學碩士學位，1953年從中殿考獲執業大律師資格。畢業多年後，聖約翰學院在1982年向他頒授榮譽院士銜。

### 外交生涯

#### 火燒英國代辦處事件
在1954年，柯利達放棄劍橋大學的工作，加入外交部，最先自1954年至1957年間在倫敦外交部本部供職，1957年至1961年獲派往吉隆坡的英國駐馬來西亞大使館出任一等秘書，1961年改往香港學習中文，隨即於翌年調往中國北京的英國駐華代辦處任漢務參贊（Chinese Secretary）。柯利達在1963年至1966年返回外交本部供職，至1966年第二度回北京，出任參贊兼辦事處主管。
當時中國大陸正值文化大革命，雖然大陸局勢日益動盪，不過最初代辦處的安全未有特別受到威脅。但踏入1967年，文革風潮延伸香港，引發當地發生六七暴動。繼港府在1967年夏天展開反擊行動拘捕煽動暴動的左派人士後，大陸參與文革的民眾和紅衛兵遂將矛頭指向英國駐華代辦處。在1967年8月22日，大批紅衛兵包圍代辦處，召開「聲討英帝反華罪行大會」，至晚上時份更以武力衝入代辦處，縱火焚燒大樓和停泊的汽車。駐華代辦霍普森爵士（Sir Donald Hopson）和柯利達因大樓被縱火，惟有決定率一眾職員及家屬逃離代辦處，並向包圍他們的群眾「投降」，結果霍普森與柯利達等人被群眾毆傷，事後獲解放軍送離現場，但與霍普森等人被軟禁於北京使館區多月，到1967年底局勢緩和後，方才獲釋。
經歷火燒代辦處一事後，柯利達協助重修遭到紅衛兵縱火和破壞的駐華代辦處，在1968年獲英女皇頒授CMG勳銜，同年8月接替霍普森爵士出任駐華代辦，至1969年2月卸任返回倫敦。返國後，柯利達屢獲重用，1969年至1971年任外交部決策人員主管，1971年至1975年出任內閣廳次官，歷仕希思和韋爾遜兩位首相，1976年至1978年出任英國駐東德大使，任內自1977年至1978年負責率英國代表團前赴瑞士日內瓦出席會談，與各國代表商討全面禁止核試。

#### 香港前途談判
柯利達在1978年獲委任接替尤德爵士出任英國駐華大使，是他第三度在北京供職。這時，由於香港的新界地區是英國在1898年透過與清廷訂立條約，租借99年而得來，租約將於十多年後的1997年屆滿，使到時任港督麥理浩爵士和不少商界人士開始擔心，港府土地契約在1997年以後仍否生效。為試探大陸政府對香港前途的態度，麥理浩爵士在1979年應大陸邀請，率行政局首席非官守議員簡悅強爵士和港督政治顧問衛奕信訪問北京。對於計劃提出討論新界租約屆滿一事，麥理浩顯得相當隱秘，在香港只有同行的簡悅強和衛奕信得悉內情，而外交部方面則得到尤德和柯利達的協調，並獲得外相大衛·歐文博士支持。可是，麥理浩與中共領導人鄧小平會面時，得悉鄧小平決意要在1997年或以前接收香港，遂為香港前途談判揭開序幕。

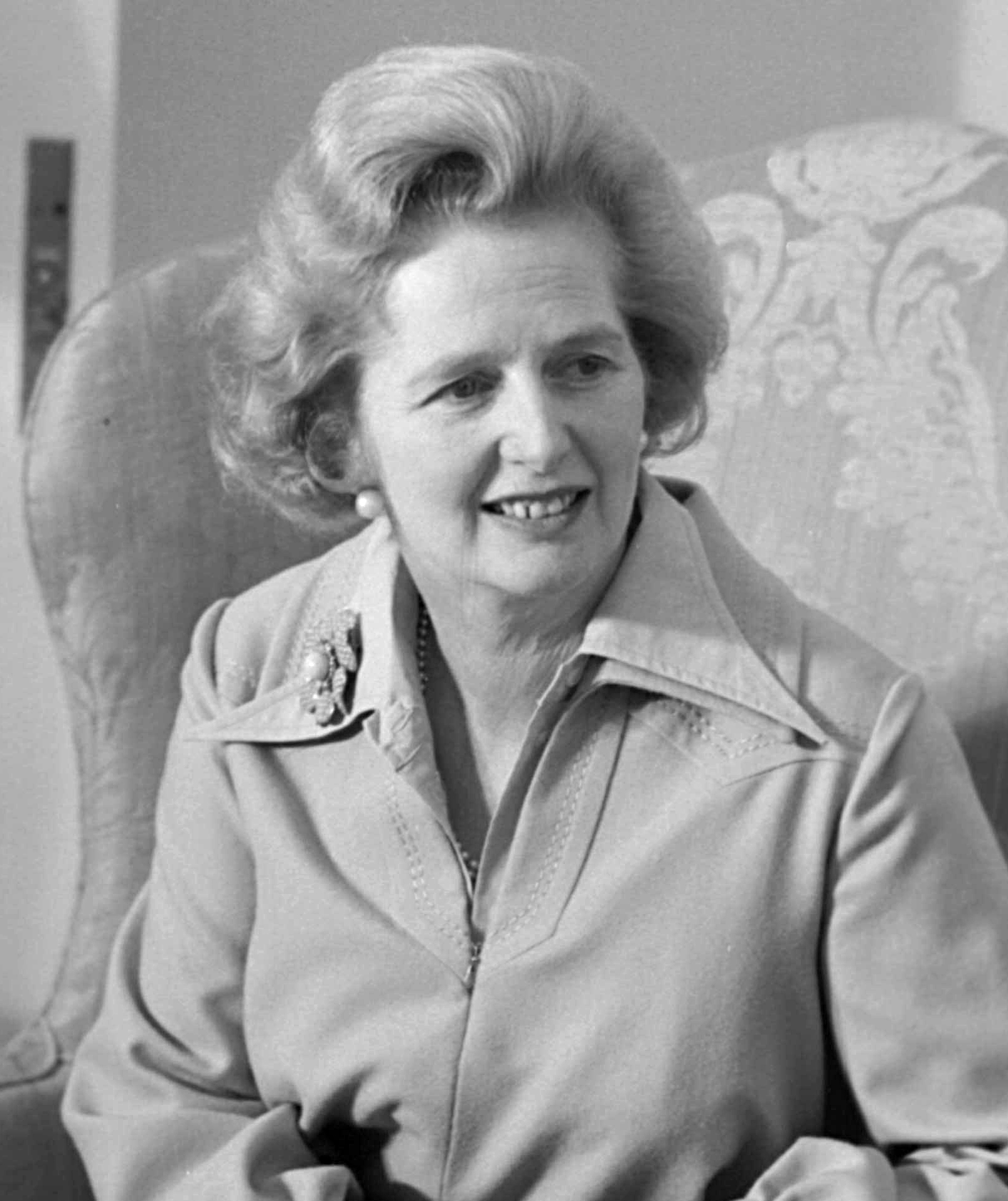
戴卓爾夫人

與此同時，保守黨戴卓爾夫人在1979年上台後，對外交事務採取強硬態度，面對日漸浮面的香港前途問題亦不例外。在1982年9月22日，剛在福克蘭戰爭帶領英國擊退阿根廷的戴卓爾夫人在柯利達和尤德陪同下出訪北京，先後與中國總理趙紫陽和鄧小平討論香港問題，雙方同意就香港前途展開外交談判。另外，在9月24日的會面中，戴卓爾夫人提出中、英簽署的《南京條約》、《北京條約》和《展拓香港界址專條》仍然生效，但為鄧小平所否認，而中方重申將於1997年前接收香港，使兩方出現矛盾。戴卓爾夫人會後步出人民大會堂時不慎失足跌倒，當時柯利達和尤德皆在場。
隨後在同年10月至1983年6月期間，中、英雙方在北京召開首輪談判，並由柯利達任英方代表團團長，但基於雙方在香港主權問題上陷入重大分歧，談判無法取得突破。有見雙方陷入膠著狀態，柯利達擔心主導權會隨時間的拖延而落入中方，到時候英方不單止會被中方大大牽制，且無法參與決定香港前途，於是建議戴卓爾夫人作出重大讓步，放棄堅持三個條約的有效性，這促使戴卓爾夫人後來致函中方，表示如果雙方談判結果為港人接受，就會準備「向國會建議將香港主權移交中國」。戴卓爾的函件間接暗示英方在香港主權爭議上的退讓，從而造就雙方的第二輪談判。
在1983年7月，中、英雙方在北京進行第二輪談判，正式就香港的前途作具體討論。英方代表團繼續由柯利達出任，其他成員包括港督尤德和港督政治顧問麥若彬，至於中方代表團則由姚廣出任，後來再由周南接替。可是，第二輪談判與第一輪談判一樣遇到很大困難，其中，英方提出香港主權可於1997年後移交中國，但為維持香港繁榮穩定，建議由英國保留治權，有關建議卻被周南批評為無異於「以一個新的不平等條約代替三個舊的不平等條約」，使談判再度陷於膠著狀態。面對談判和香港前景不明朗，港人信心受到動搖，並引發信心危機。在1983年9月，港元兌美元匯率急跌，引發市民恐慌，市面更出現搶購白米等日用品的情況。港府為穩定局面，在同年10月宣佈實施聯繫匯率制度，將港元跟美元掛勾，但中方則抨擊英方是港元匯率急跌的幕後黑手，揚言如果一年內未能達成協議，就會單方面採取行動，自行在1997年前獲得香港主權。
柯利達相當擔心中方放棄談判和單獨採取行動，最終成功在同年11月說服英政府，放棄堅持英國在1997年後，在主權與治權上與香港維持任何關係，有關決定被不少評論視為英方第二次的重大讓步。此後，中、英談判取得明顯進展，雙方確認了一些主要原則，當中包括為香港實施「一國兩制」、過渡前後設立中英聯合聯絡小組、以及讓香港的英籍居民和英國在1997年後維持某種不具居英權的關係等具體方針。柯利達的團長身份雖然在1984年1月由伊文思爵士接替，但雙方的談判結果基本上已在柯利達任內定調，成為後來《中英聯合聲明》的基礎。為嘉許柯利達在中、英談判所扮演的關鍵角色，他在1983年獲GCMG勳銜，而在此以前，他早已在1980年獲KCMG勳銜，成為爵士。
幾經談判，中英雙方在1984年9月26日草簽《中英聯合聲明》，並在同年12月19日由戴卓爾夫人和趙紫陽在北京人民大會堂作正式簽署。作為英方在《中英聯合聲明》的主要草擬者，柯利達亦有親身出席簽字儀式。可是，《中英聯合聲明》當時並未能向港人提供充足信心，從民意調查顯示，只有百分之16受訪者對《聯合聲明》感到放心，百分之76受訪者持保留態度，另有三成受訪者認為《聯合聲明》提出的「一國兩制」行不通，反映港人對中、英協議抱有懷疑。

#### 香港過渡期的風波
柯利達在1983年年底退出中、英談判的英方代表團時，有傳聞指他會接任香港總督，但未有成事。相反，本身因懂普通話而有「戴卓爾的中國通」（Maggie's Mandarin）之稱的柯利達，一直深獲首相戴卓爾夫人信任，所以著意要他調回倫敦。這時柯利達已屆外交部法定的60歲退休年齡，理應退休，不過卻獲戴卓爾夫人破格委任為外交部副次官兼英揆外事顧問，專責監督中、英就香港前途所進行的談判。《中英聯合聲明》在1984年年底正式簽署後，他復於1985年出任三軍情報委員會主席，專門向首相提供戰略意見，同時留任外事顧問。有評論認為柯利達深獲信任，是因為他跟戴卓爾同樣視蘇聯為英國最大敵人，而且又同樣視美國為重要盟友，因此在決策上容易協調意見。後在1987年大選期間，柯利達繼續為戴卓爾擔當顧問角色，至1990年馬卓安接任首相後，他得以繼續在唐寧街10號首相府行走，但關係沒有像戴卓爾般良好。在1991年2月7日，愛爾蘭共和軍對倫敦唐寧街10號發動炸彈恐怖襲擊，當時馬卓安和柯利達等官員正進行內閣會議，雖然內閣會議室的窗戶被炸彈全數震碎，但慶幸無一官員受傷。
另方面，自1984年《中英聯合聲明》簽署後，香港進入主權移交前13年的倒數，即所謂的「過渡期」，期間，中、英兩國原本持續就香港主權移交的細節作深入討論。不過1989年六四事件爆發，中共派軍隊鎮壓天安門廣場的和平示威者後，港人對香港前途陷入新一輪信心危機，更史無前例地觸發百萬人在中環集會示威，反映對中共政權的不滿，中、英談判遂隨著國際間杯葛中國而陷入困局。六四事件後，英國和香港有不少輿論呼籲英政府譴責和放棄《中英聯合聲明》，不少英國和香港輿論更對香港主權將會移交中國感到憂心，當中香港行政局首席議員鄧蓮如女爵士更公開懇求英國勿將其子民轉讓予一個「毫不猶疑地以坦克和武力鎮壓人民」的政權」。

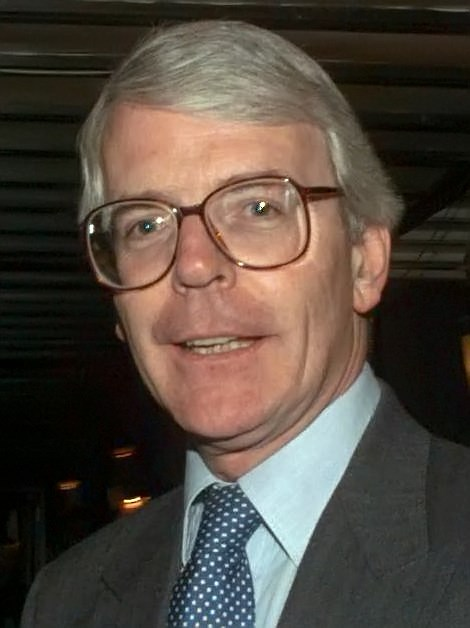
英揆馬卓安不滿柯利達等對華過份妥協。

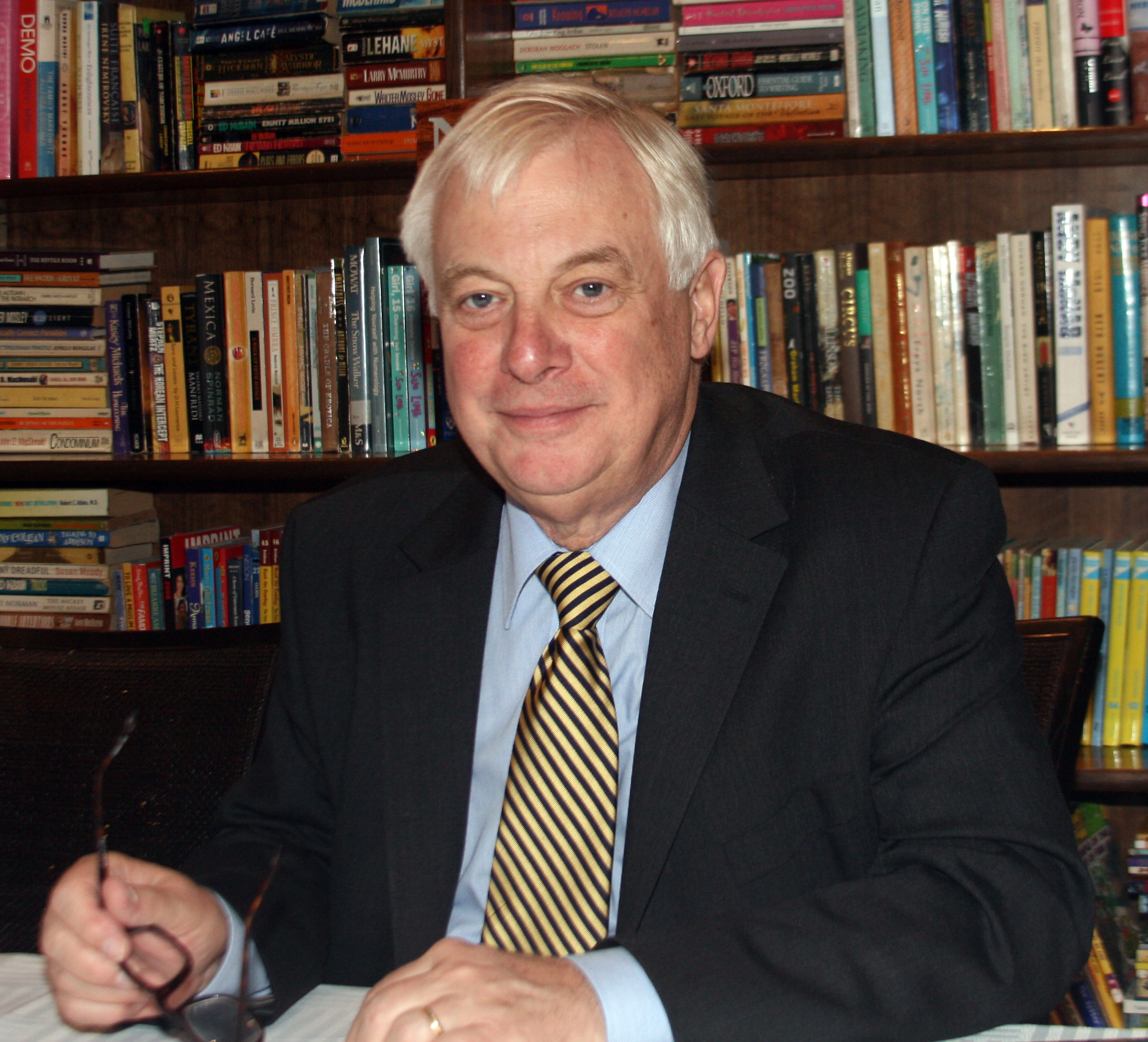
柯利達不滿彭定康推動「九五直選」。

為平息港人的恐共心理和設法維持《聯合聲明》，柯利達在1989年尾秘密訪問北京展開遊說，成功爭取中方承諾為將來的香港特別行政區循序漸進地推動民主化，並落實在2007年之前的香港立法會有一半議席，即30席，由直選產生，此一立法會產生辦法後來在1990年頒布的《基本法》附件二內得到確認，並在2004年實現。在英方的配合下，所有香港立法局在1997年前的改革將會先徵求中方同意，以便香港立法局有所謂的「直通車」，能夠在主權移交順利過渡到新的香港立法會。此外，英方又有意設立「副港督」（Deputy Governor）一職，讓將來的特區候任行政長官可在主權移交前作好準備。柯利達相信一系列的措施有助維持香港穩定，而且香港立法會全數議席長遠可由直選產生。
除上述措施外，時任港督衛奕信爵士在1989年10月為振奮民心，在當年《施政報告》中宣佈落實被港府譽為「玫瑰園計劃」的新機場興建計劃。不過，由於計劃造價昂貴，加上工程橫越1997年，結果即被中方指責「玫瑰園計劃」是一項企圖要花光香港外匯儲備的陰謀，並指這是英方秘密撤走資金的手段，表明不會「祝福」計劃。為設法取得中方表態支持興建新建場，英方派柯利達在1990年和1991年多次秘密訪華會見中共中央總書記兼軍委主席江澤民等中方領導人，企圖為新機場一事「解話」，但中方堅持馬卓安要親自抵華簽署諒解備忘，事件才可以完滿解決。
在被迫的情況下，馬卓安答應中方要求，在1991年9月3日於北京簽署《關於香港新機場建設及有關問題的諒解備忘錄》，當中，英方承諾留予未來特區政府的儲備將不少於250億港元，換取中方支持新機場的建設，以及對香港主權移交後所剩下的舉債問題採取積極態度。雖然馬卓安表面上顯得十分樂意到北京簽署諒解備忘，但背後卻對此十分惱怒，因為自六四之後，國際尚在杯葛中國之際，自己卻被迫到那裡簽約，成為六四事件以後第一位到訪中國的西方國家領袖。此後，保守黨政府認為對華的妥協政策已不適用，而馬卓安認為對北京處處退讓的柯利達和港督衛奕信要負上責任。
首先是在1992年元旦授勳名單，港督衛奕信突然獲封終身貴族，未幾，英政府就宣佈衛奕信將不獲續任，但衛奕信距離正常60歲的退休年齡尚有三年，而且英政府同時間沒有公佈繼任人選，令人揣測衛奕信對中方過份軟弱而要黯然下台。衛奕信在1992年7月卸任後，港督一職由馬卓安的黨友、下院議員和政治家出身的彭定康繼任。數月後，英政府即宣佈柯利達卸任三軍情報委員會主席及外事顧問，但新聞公報內並無對其貢獻表以致謝，明顯暗示英政府對柯利達不滿。
彭定康上任後不久，即對中方採取與前任截然不同的強硬作風。他在1992年10月發表《施政報告》，宣佈在1995年最後一屆立法局選舉讓全部議席透過選舉產生，以便加快香港民主進程，保障港人人權。有關決定雖然獲得香港輿論和英國傳媒普遍支持，但彭定康與中方的關係卻陷入相當惡劣的關係。他的政改方案在1994年獲立法局通過後，中方決定放棄原有的「直通車」安排，另立爐灶，成立臨時立法會，聲言不讓立法局過渡1997年7月1日，而原先「副港督」的安排也無疾而終，當中，中共港澳辦主任魯平更公開抨擊彭定康是「千古罪人」。
在此事上，柯利達與中方站在同一立場，多次在彭定康任內作出批評，指責他破壞中、英雙方原本協議好的路線圖，並形容他為中共所討厭，且是「難以置信的畏縮港督」（incredible shrinking Governor）。不過彭定康也不甘示弱，曾經公開在立法局揶揄他為「性情憂鬱的退休大使」（dyspeptic retired ambassadors）。兩人在1992年至1997年間多次互相批評而交惡，後來柯利達獲邀出席1997年6月30日的香港主權交接儀式，但他自言英政府「不會喜歡我出現在這種場合」而沒有赴會。

### 晚年生涯
柯利達在1993年獲封樞密院顧問官，1996年至2000年任《南華早報》非執行董事，晚年定居倫敦西南部的列治文（Richmond），專心撰寫有關香港前途談判和外交策略的著作。柯利達在2010年1月22日因病卒於倫敦，終年86歲。遺體在2010年2月6日於倫敦西部特威肯漢姆（Twickenham）的聖瑪麗教堂（St Mary's Church）舉行喪禮。對於其去世，柯利達生前好友前布政司鍾逸傑爵士表示哀悼，但香港民主黨創黨主席李柱銘就指「我不認同他是香港的朋友」（I don't think he was Hong Kong's friend）。

## 爭議
柯利達在香港前途談判採取與中方合作的態度，並兩度作出重大退讓，引起當時不少爭議。柯利達辯稱自己是從現實主義者的角度出發，他認為，英方事實上是「缺牌」，沒有談判籌碼。主要原因是，香港本身必須依靠大陸在食水和食物等各方面的供應；其次是，駐港英軍守備薄弱，英國根本無力抵禦解放軍在遠東的軍事力量，所以出於維護香港的前途和經濟利益，有必要與中方合作。至於在法理上，柯利達指出《中英展拓香港界址專條》在1997年屆滿後，即使香港島和九龍的主權仍歸英國，但新界地區一旦移交中國，英國將不能再有效管治香港，因此他才向戴卓爾夫人建議與中方妥協，避免中方單獨對香港前途採取行動，在有限的框架內為港人謀取最大利益，認為此舉才真正對港人有益。
不過，柯利達這種態度惹來很多反面迴響，《中英聯合聲明》簽署後，普遍香港和英國輿論認為，聲明不能挽回港人對香港前途的信心，不少輿論更直指英方背棄港人利益，出賣香港前途。其中《經濟學人》甚至批評柯利達與戴卓爾夫人猶如英揆張伯倫在1938年與希特拉簽訂《慕尼黑協定》，將捷克出賣納粹德國一樣，以《聯合聲明》出賣香港予中國。有歷史學者則指出，柯利達無需附和中方提出三個條約無效的說法，因為根據國際法慣例，要使到一條條約無效，必先另立一條新約取代舊約，所以三個條約實際上並非無效。此外，亦有學者指出，柯利達確實誠非自由主義者，理由是他與英政府在談判桌上沒有真正從港人利益出發，事實上，英政府認為維持中、英關係友好，對英商在華通商利益至關重要，以香港換取中、英長期友好，對英國在華貿易有莫大好處；而且達成《聯合聲明》，設法維持香港穩定，更可及早「關後門」，避免日後出現300多萬英籍港人湧往英國尋求居英權的問題。

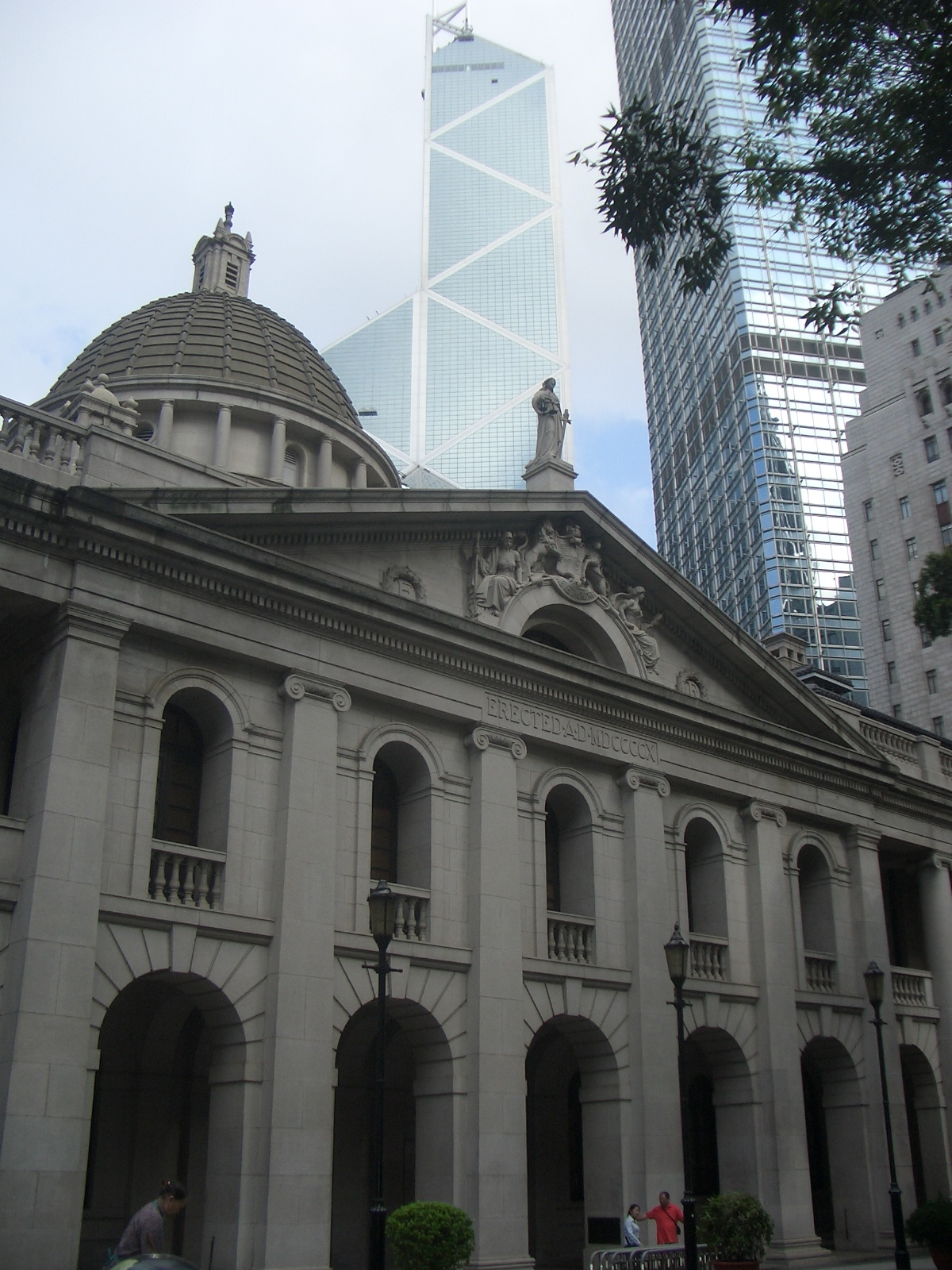
柯利達爵士不滿港督彭定康單方面推動「九五直選」。

港督彭定康在1992年推出政改方案後，柯利達對政改加以譴責，他批評這樣白費自己的努力，無助香港民主進程之餘，更會觸怒中共，使到原先中、英協議好的過渡安排無法繼續，而中方廢除「直通車」，另立臨時立法會，反而令港人在1997年後民主大幅倒退，他直指彭定康等人要對此負責。然而，他當時與中方立場一致的態度，引來英國和香港輿論的普遍不滿，主流意見認為，六四事件對港人言猶在耳，英方有必要在1997年來臨前，為港人在人權和政制方面提供充足的保障，即使立法局因政改而不能過渡1997年，也應該讓港人一嘗立法局全面以選舉產生的好處，以示對中方的不滿。當中，下議院外交關係委員會更明言，如果不推行政改，將有損英國名聲。
雖然彭定康的政改方案獲得港人普遍支持，但柯利達始終認為，如果中、英關係對立，英國將很難再為港人著想而影響中國。在1996年，柯利達接受香港電台電視節目《鏗鏘集》訪問，他重申中、英雙方「正處於政治爭拗當中，恐怕英國對中國的影響力已是微乎其微」。被問及他的態度是否等同向中方「叩頭」，他不忌諱地指「無論你是否情願，都要在1997年回歸中國，所以與中國和平共處，總比大家關係破裂、互相對抗好」。另外，他又呼籲港人「面對現實，千萬不要對彭定康提出1997年後的民主存有幻想」，對於有意見認為這樣即是要凡事服從中國，他更直言叫港人「要明白誰是主人，港人只可盡力說服中方遵守《中英聯合聲明》的承諾，使港人有最大的自由，但要緊記面對現實」。

對於柯利達聲言政改方案有損港人利益，港督彭定康多次予以反駁。在1995年7月13日的立法局會議上，他更公開揶揄柯利達與其他主張妥協的人士患上「柯利達症」（Craddockitis）：
|  | 我認為香港人染上一種在英國稱為柯利達症的流行病，這種病並不單止對「性情憂鬱的退休大使」有所影響，其影響顯然較為廣遠。此病有多種成因和徵狀。患者往往認為自己才具有美德，自己方知曉香港應怎樣做才對，自己才關注那些令香港變成那麼獨特的事物，並認為除非別人都贊同你的意見，附和你的分析，否則，對香港來說，只有死路一條。除非別人常常同意你的見解，否則香港便劫數難逃。這些都是這種流行病的徵狀。 |

柯利達雖與彭定康不和，但他卻普遍獲得中方和親中陣營的高度評價。親中輿論多數讚揚柯利達對《中英聯合聲明》的達成起積極作用，而新華社則形容柯利達是「一個對華友好，又時刻不忘維護國家利益的英國資深外交家」，而且「歷史驗證了他的真誠和中肯」。

## 家庭
柯利達在1953年娶任職外交部的波蒂·瑪麗·戴倫（Birthe Marie Dyrlund）為妻，兩人無子無女。柯利達生前是改革俱樂部會員。

## 著作列表
- Recollections of the Cambridge Union: 1815-1939, Cambridge: Bowes & Bowes, 1953.

（《劍橋辯論學會史：1815年至1939年》，1953年。）
- Experiences of China, 1994.[3]

（《中國經驗》，1994年。）
- In Pursuit of British Interests, 1997.[3]

（《追求英國利益》，1997年。）
- Know Your Enemy, 2002.[3]

（《知己知彼》，2002年。）簡介
註：為方便讀者，以上中文書名皆由維基編輯自行翻譯，絕不是指這些著作備有中文譯本，讀者亦不應視以上譯名為中文版書名。

## 榮譽

### 頭銜
- 柯利達 （Percy Cradock，1923年]10月26日－1968年）
- 柯利達，CMG （Percy Cradock, CMG，1968年－1980年）
- 柯利達爵士，KCMG （Sir Percy Cradock, KCMG，1980年－1983年）
- 柯利達爵士，GCMG （Sir Percy Cradock, GCMG，1983年－1993年2月9日）
- 柯利達爵士閣下，GCMG （The Rt. Hon. Sir Percy Cradock, GCMG，1993年2月9日－2010年1月22日）

### 殊勳
- C.M.G. （1968年[3]）
- K.C.M.G. （1980年[3]）
- G.C.M.G. （1983年[3]）
- P.C. （1993年2月9日[33]）

### 榮譽院士
- 劍橋大學聖約翰學院 （1982年[3]）

## 注腳
1. 1 2 3 4 5 6 7 8 9 10 11 12 13 14  "Sir Percy Cradock: Ambassador to China, 1978-83", Times, 29 January 2010.
2. 1 2 3 4 5 6 7 8 9 10 11 12 13 14 15 16 17 18 19  "Sir Percy Cradock", Telegraph, 28 January 2010.
3. 1 2 3 4 5 6 7 8 9 10 11 12 13 14  Who's Who, London: A & C Black, 2008.
4. 1 2  唐英，〈英前官員憶文革噩夢：火燒英國代辦處〉，《大紀元時報》，2006年8月26日。
5. ↑  Tsang, Steve, A Modern History of Hong Kong, Hong Kong: Hong Kong University Press, 2009, p.212.
6. ↑  Tsang, Steve, A Modern History of Hong Kong, p.212.
7. ↑  Tsang, Steve, A Modern History of Hong Kong, p.218
8. ↑  《一九八二年大事回顧》，香港：無綫電視，1982年。
9. 1 2  Tsang, Steve, A Modern History of Hong Kong, p.221.
10. ↑  《一九八三年大事回顧》，香港：無綫電視，1983年。
11. ↑  Tsang, Steve, A Modern History of Hong Kong, p.223.
12. 1 2  Tsang, Steve, A Modern History of Hong Kong, p.224.
13. ↑  Tsang, Steve, A Modern History of Hong Kong, p.225.
14. ↑  Tsang, Steve, A Modern History of Hong Kong, p.222.
15. ↑  《一九八四年大事回顧》，香港：無綫電視，1984年。
16. 1 2  蔡貞停編導，〈霧裡看花〉，《鏗鏘集》，香港：香港電台，1996年7月21日。
17. 1 2 3 4  Russell Spurr, Excellency: The Governors of Hong Kong, Hong Kong: FormAsia, 1995.
18. 1 2 3 4 5 6 7  Cradock, Sir Percy, "Losing the plot in Hong Kong", Prospect Issue 18, 20 April 1997.
19. ↑  〈港國際機場洗雪啟用初期大混亂的恥辱〉，《高行網》，2000年8月14日。
20. ↑  Tsang, Steve, A Modern History of Hong Kong, p.253.
21. 1 2 3  Tsang, Steve, A Modern History of Hong Kong, p.254.
22. ↑  〈昔日「千古罪人」，今日貴為太學祭酒〉，《高行網》，2003年3月18日。
23. ↑  "Sir Percy Cradock dies", RTHK English News, 29 January 2010.
24. ↑  原文記錄於1995年：「He has made himself so obnoxious to the Chinese」
25. 1 2  〈英前駐華大使柯利達病逝〉，《蘋果日報》，2010年1月30日。
26. 1 2  《立法局會議過程正式紀錄》，香港立法局，1995年7月13日。
27. 1 2  陶志彭，〈憶採訪柯利達爵士：歷史驗證了他的真誠和中肯〉，《新華網》，2007年6月21日。
28. ↑  Barr, Robert, "Sir Percy Cradock - UK diplomat and China specialist dies at 86", Associated Press, 29 January 2010.
29. ↑  Evans, Annemarie, "Chief architect of Hong Kong's return to mainland passes away - Sir Percy Cradock, 1923-2010", South China Morning Post, 30 January 2010.
30. 1 2 3 4 5  張國良編導，〈如夢初醒〉，《鏗鏘集》，香港：香港電台，1996年8月11日。
31. ↑  Tsang, Steve, A Modern History of Hong Kong, p.220.
32. ↑  余勝，〈當年對手今安在〉，《文匯報》，2007年5月30日。
33. ↑  "PRIVY COUNSELLORS 1969 - present", Leigh Rayment's Peerage, retrieved on 31 January 2010.

### 英文資料
- Russell Spurr, Excellency: The Governors of Hong Kong, Hong Kong: FormAsia, 1995.
- Cradock, Sir Percy, "Losing the plot in Hong Kong", Prospect Issue 18, 20 April 1997. 網上版本 （页面存档备份，存于）
- Who's Who, London: A & C Black, 2008.
- Tsang, Steve, A Modern History of Hong Kong, Hong Kong: Hong Kong University Press, 2009.
- "Sir Percy Cradock", Telegraph, 28 January 2010. 網上版本 （页面存档备份，存于）
- Barr, Robert, "Sir Percy Cradock - UK diplomat and China specialist dies at 86", Associated Press, 29 January 2010. 網上版本 （页面存档备份，存于）
- "Sir Percy Cradock: Ambassador to China, 1978-83", Times, 29 January 2010. 網上版本[]
- "Sir Percy Cradock dies", RTHK English News, 29 January 2010. 網上版本
- Evans, Annemarie, "Chief architect of Hong Kong's return to mainland passes away - Sir Percy Cradock, 1923-2010", South China Morning Post, 30 January 2010.
- "PRIVY COUNSELLORS 1969 - present", Leigh Rayment's Peerage, retrieved on 31 January 2010.網頁 （页面存档备份，存于）

### 中文資料
- 《一九八二年大事回顧》，香港：無綫電視，1982年。
- 《一九八三年大事回顧》，香港：無綫電視，1983年。
- 《一九八四年大事回顧》，香港：無綫電視，1984年。
- 《立法局會議過程正式紀錄》，香港立法局，1995年7月13日。網上版本 （页面存档备份，存于）
- 蔡貞停編導，〈霧裡看花〉，《鏗鏘集》，香港：香港電台，1996年7月21日。網上版本 （页面存档备份，存于）
- 張國良編導，〈如夢初醒〉，《鏗鏘集》，香港：香港電台，1996年8月11日。網上版本 （页面存档备份，存于）
- 〈港國際機場洗雪啟用初期大混亂的恥辱〉，《高行網》，2000年8月14日。網頁
- 〈昔日「千古罪人」，今日貴為太學祭酒〉，《高行網》，2003年3月18日。網頁
- 唐英，〈英前官員憶文革噩夢：火燒英國代辦處〉，《大紀元時報》，2006年8月26日。網上版本 （页面存档备份，存于）
- 余勝，〈當年對手今安在〉，《文匯報》，2007年5月30日。網上版本
- 陶志彭，〈憶採訪柯利達爵士：歷史驗證了他的真誠和中肯〉，《新華網》，2007年6月21日。網上版本 Archive.today的存檔，存档日期2013-04-28
- 〈英前駐華大使柯利達病逝〉，《蘋果日報》，2010年1月30日。網上版本 （页面存档备份，存于）

## 外部連結
- 中英聯合聲明 （页面存档备份，存于），1984年12月19日簽署
- 立法局會議過程正式紀錄 （页面存档备份，存于），1991年7月3日
- 前英駐華大使柯利達病逝，文匯報，2010年1月30日
- Death of the Rt Hon Sir Percy Cradock, GCMG

| 外交職務               | 外交職務                          | 外交職務                     |
| ---------------------- | --------------------------------- | ---------------------------- |
| 前任： 霍普森爵士      | 英國駐華代辦 1968年－1969年       | 繼任： 譚森                  |
| 前任： 尤德爵士        | 英國駐華大使 1978年－1983年       | 繼任： 伊文思爵士            |
| 政府职务               |                                   |                              |
| 前任： 派翠克·懷特爵士 | 三軍情報委員會主席 1985年－1992年 | 繼任： 羅德里·布萊斯威特爵士 |